# 風見雅章
風見 雅章（かざみ まさあき、1948年12月11日 - ）は、NHK放送研修センター・日本語センター専属アナウンサー。

## 人物
1971年入局。初任地は山口。富山、高知、東京アナウンス室と勤務。1994年高知放送局の放送部長、1997年放送総局編成局編成担当部長、2000年ラジオセンター統括担当部長、2002年アナウンス室統括担当部長と歴任し2004年日本語センターエグゼクティブアナウンサー（局次長級）、のち専門委員。
日本語センター専属になって以降は、企業・自治体研修やアナウンス指導はもちろん、教育関係でも「先生のための言葉セミナー」など、多くの研修講師の実績がある。現在は同センターで「上達!話す力」主任講師。

## 担当番組

### 現在
- ラジオニュース

### 過去
- 奥さんごいっしょに 「木地をいかした茶器」～富山県庄川町～（1977年04月01日）
- 女性手帳 「わたしの魚津日記」（１） ―江戸っ子北陸にいきる―（1981年3月17日～19日）

- NHK教育セミナー
- リポートにっぽん
- 明日の福祉
- くらしの経済
- おはよう日本
- 宝くじ抽選会（司会）
- まる得マガジン（制作）
- 英語が伝わる!100のツボ（ナレーション）
- その他、ラジオ番組の制作・出演

## 著書
- ことば力アップ